# Charles Veach
Charles Lasy Veach (18. září 1944 Chicago, Illinois – 3. října 1995 Houston, Texas) byl americký astronaut, který v letech 1991 a 1992 dvakrát letěl do vesmíru raketoplánem. Na oběžné dráze Země strávil 18 dní a je registrován jako 246. astronaut.

## Životopis
Absolvoval vojenskou leteckou akademii a pak létal jako pilot, mj. i ve Vietnamu. Měl nalétáno 5000 hodin.
Oženil se s Alicí Scottovou a měl s ní dvě děti. Žil i studoval v Honolulu na Havaji. U NASA byl mezi astronauty registrován od 23. května 1984 do 10. března 1995.
Zemřel v Houstonu na rakovinu kůže.

## Lety do vesmíru
První vesmírná mise, které se zúčastnil, měla označení STS-39, trvala 8 dní a byla dodatečně po svém startu z rampy 39A na kosmodromu Mysu Canaveral na Floridě katalogizována v COSPAR jako 1991-031A. Na palubě raketoplánu Discovery byla sedmičlenná posádka, v níž byl Veach letovým specialistou, sebou vezli německou družici SPAS, jednu špionážní z USA a řadu nových vědeckých přístrojů. Mise byla úspěšná a zakončená opět na Floridě.
Po 1,5 roce letěl do kosmu podruhé, místem startu (i pozdějšího přistání) byla opět Florida. Mise STS-52 (COSPAR 1992-070A) na palubě raketoplánu Columbia trvala téměř 10 dní. Posádka byla šestičlenná. Hlavním cílem letu bylo vypuštění italské družice Lageos 2 na oběžnou dráhu. Veach i v této misi působil jako letový specialista.

### Lety
- STS-39 raketoplán Discovery, start 28. duben 1991, přistání 6. květen 1991
- STS-52 raketoplán Columbia, start 22. říjen 1992, přistání 1. listopad 1992